# Peter Hackbusch
Peter Hackbusch (* 23. August 1958 in Plau am See) ist ein ehemaliger deutscher Fußballspieler im Mittelfeld. Er spielte für den 1. FC Union Berlin und die BSG Energie Cottbus in der DDR-Oberliga.

## Karriere
Hackbusch spielte in seiner Jugend bei der BSG Fortschritt Spremberg und anschließend beim BFC Dynamo. 1977 ging er zur BSG EAB Lichtenberg 47 Berlin und blieb dort bis 1980, als er zur ASG Vorwärts Hagenow ging. 1982 kehrte er für ein Jahr nach Lichtenberg zurück. Von 1982 bis 1986 spielte Hackbusch für die BSG Rotation Berlin, bevor ihm 1986 der Durchbruch beim 1. FC Union Berlin, der in der DDR-Oberliga spielte, gelang. Am 23. August feierte er sein Profidebüt, als er am 2. Spieltag bei der 1:3-Niederlage gegen den FC Carl Zeiss Jena in der Startelf stand. Zu seinem zweiten Einsatz kam er erst am 8. Spieltag. 1987 ging Hackbusch zurück zur BSG Rotation Berlin und absolvierte dort zwei Spiele in der zweitklassigen DDR-Liga. 1988 wurde er von der BSG Energie Cottbus verpflichtet. Dort stand er von Beginn der Oberliga-Saison 1988/89 an in der Startelf. Sein erstes Tor in der Oberliga gelang ihm am vorletzten Spieltag der Saison. Mit seinem Treffer in der 87. Spielminute besorgte Hackbusch Cottbus den Sieg gegen den 1. FC Lokomotive Leipzig. Auch am folgenden Spieltag traf er. Trotz hoher Spielzeit ging er 1989 zurück zu Union, die gerade aus der Oberliga abgestiegen waren. Für Union kam er noch zwölfmal zum Einsatz und schoss ein Tor. Im folgenden Jahr schloss sich Hackbusch dem Ligakonkurrenten BSG Kabelwerk Oberspree Berlin an. Dort kam er in drei Jahren zu 29 Einsätzen und fünf Toren. Anschließend wechselte er zu mehreren unterklassigen Vereinen in Berlin, bevor er 1998 seine Karriere beim SV Lichtenberg 47 beendete.
Er spielt in der Traditionsmannschaft vom 1. FC Union Berlin und in der Altherrenmannschaft des Penkuner SV.